# Emanuele Filippini
Emanuele Filippini (Brescia, 3 luglio 1973) è un dirigente sportivo, allenatore di calcio ed ex calciatore italiano, di ruolo centrocampista, tecnico in seconda dell’Union Brescia.

## Biografia
Ha un fratello gemello, Antonio, con il quale ha militato in più occasioni nella stessa squadra.

## Carriera

### Giocatore
Dopo aver mosso i primi passi nella Voluntas ed essere cresciuto nelle giovanili del Brescia, ha legato gran parte della sua carriera alla società lombarda.
Dopo la trafila nelle squadre giovanili della formazione cittadina, nella stagione 1991-1992 arrivano le prime panchine con la prima squadra, impegnata nel campionato di Serie B.
Per favorirne la maturazione atletica e tattica, la società decise quindi di cederlo in prestito all'Ospitaletto in Serie C, dove milita per tre stagioni. Nell'estate del 1995 rientra al Brescia, dove disputa due campionati in Serie B contribuendo alla promozione in Serie A nella stagione 1996-1997. L'anno successivo esordisce in Serie A il 31 agosto 1997 in Inter-Brescia (2-1). Il 21 dicembre successivo, in Brescia-Roma, il suo gemello protesta contro l'arbitro Piero Ceccarini ma è Emanuele ad essere espulso, ritrovandosi squalificato per una giornata.
La sua prima stagione in massima serie si conclude con una retrocessione tra i cadetti. Seguiranno altri due anni di B con promozione nella seconda stagione. Disputa da titolare due campionati di Serie A (2000-2001 e 2001-2002) sempre con le "rondinelle", sotto la guida di Carlo Mazzone.
Nell'agosto del 2002 passa al Parma allenato da Cesare Prandelli. Rimane in Emilia-Romagna una stagione e mezza esordendo anche in Coppa UEFA.
Il 22 gennaio 2004, assieme al gemello Antonio, viene acquistato dal Palermo e contribuisce alla promozione della squadra siciliana in Serie A.
Il 31 agosto 2004 passa in prestito alla Lazio, sempre insieme al gemello. L'anno dopo i due fratelli vengono ceduti in estate al Treviso alla sua prima annata in Serie A. La stagione si conclude con una retrocessione e le strade dei due fratelli si dividono nuovamente: Antonio passa al Livorno, in Serie A, e Emanuele va al Bologna, in Serie B.
L'anno dopo, Emanuele raggiunge il fratello a Livorno ma il campionato si conclude con una retrocessione. L'anno seguente la squadra amaranto ritrova subito la massima divisione attraverso i play-off ma, mentre Antonio riesce a ritagliarsi il suo spazio in squadra, Emanuele vive un campionato da comprimario disputando solo 11 partite e a fine anno non gli viene rinnovato il contratto. Si ritrova quindi svincolato e senza squadra, ponendo di fatto fine alla sua carriera all'età di 36 anni.

### Allenatore
Nel gennaio 2010 si accorda con il Brescia per intraprendere una collaborazione con Omar Danesi, in quel momento allenatore dei Giovanissimi Nazionali classe 1995.. Nel luglio 2010 Danesi si trasferisce al Milan e Filippini assume quindi le vesti di allenatore del gruppo dei '95, appena promossi nella categoria Allievi Regionali.
Il 5 luglio 2012 acquisisce a Coverciano il titolo di allenatore di Prima Categoria UEFA Pro e quindi il diritto di ricoprire il ruolo di tecnico in una squadra della massima serie. Nel frattempo, il 25 giugno 2012, assieme al fratello Antonio, si trasferisce al FeralpiSalò ricoprendo l'incarico di responsabile del settore giovanile fino a giugno 2014. Tra novembre e dicembre 2013 allena la nazionale under 20 keniota in occasione del Cosafa Under 20 youth championship.
Il 2 febbraio 2016 subentra all'allenatore Renato Cartesan per la guida della Adrense, portando la squadra alla promozione in Eccellenza.
Il 1º giugno 2016 diventa il nuovo allenatore del Ciliverghe Mazzano, club militante in Serie D con cui ha vinto i play-off del girone B dopo aver concluso la stagione regolare al secondo posto.
Il 6 giugno 2017 firma con l'Imolese, dimettendosi però il 1º settembre, prima dell'inizio del campionato e lasciando il posto a Massimo Gadda.
Il 24 ottobre sostituisce Andrea Quaresmini sulla panchina del Rezzato. Il 25 marzo 2018 affronta da avversario, per la prima volta da allenatore, il gemello Antonio, in occasione della partita contro il Trento.
Il 2 agosto 2018 diventa allenatore in seconda della Nazionale U17, guidata da Carmine Nunziata. A partire dal 30 luglio 2019 seguirà mister Nunziata alla Nazionale U18, il 21 luglio 2020 alla Nazionale U19, il 22 luglio 2022 alla Nazionale U20 e il 4 agosto 2023 alla Nazionale U21.
Il 20 giugno 2024 viene annunciato che Filippini sarà il vice di Aimo Diana alla Feralpisalò dal 1º luglio seguente.

## Statistiche

### Presenze e reti nei club
| Stagione           | Squadra            | Campionato         | Campionato | Campionato | Coppe nazionali | Coppe nazionali | Coppe nazionali | Coppe continentali | Coppe continentali | Coppe continentali | Altre coppe | Altre coppe | Altre coppe | Totale | Totale |
| Stagione           | Squadra            | Comp               | Pres       | Reti       | Comp            | Pres            | Reti            | Comp               | Pres               | Reti               | Comp        | Pres        | Reti        | Pres   | Reti   |
| ------------------ | ------------------ | ------------------ | ---------- | ---------- | --------------- | --------------- | --------------- | ------------------ | ------------------ | ------------------ | ----------- | ----------- | ----------- | ------ | ------ |
| 1992-1993          | Ospitaletto        | C2                 | 27         | 1          | CI-C            | 0               | 0               | -                  | -                  | -                  | -           | -           | -           | 27     | 1      |
| 1993-1994          | Ospitaletto        | C2                 | 32         | 2          | CI-C            | 0               | 0               | -                  | -                  | -                  | -           | -           | -           | 32     | 2      |
| 1994-1995          | Ospitaletto        | C1                 | 30         | 2          | CI-C            | 0               | 0               | -                  | -                  | -                  | -           | -           | -           | 30     | 2      |
| Totale Ospitaletto | Totale Ospitaletto | Totale Ospitaletto | 89         | 5          |                 | 0               | 0               |                    | -                  | -                  |             | -           | -           | 89     | 5      |
| 1995-1996          | Brescia            | B                  | 22         | 2          | CI              | 0               | 0               | -                  | -                  | -                  | -           | -           | -           | 22     | 2      |
| 1996-1997          | Brescia            | B                  | 28         | 1          | CI              | 1               | 0               | -                  | -                  | -                  | -           | -           | -           | 29     | 1      |
| 1997-1998          | Brescia            | A                  | 30         | 0          | CI              | 2               | 0               | -                  | -                  | -                  | -           | -           | -           | 32     | 0      |
| 1998-1999          | Brescia            | B                  | 33         | 0          | CI              | 4               | 0               | -                  | -                  | -                  | -           | -           | -           | 37     | 0      |
| 1999-2000          | Brescia            | B                  | 30         | 1          | CI              | 6               | 0               | -                  | -                  | -                  | -           | -           | -           | 36     | 1      |
| 2000-2001          | Brescia            | A                  | 28         | 0          | CI              | 6               | 0               | -                  | -                  | -                  | -           | -           | -           | 34     | 0      |
| 2001-2002          | Brescia            | A                  | 29         | 1          | CI              | 5               | 0               | Int                | 0                  | 0                  | -           | -           | -           | 34     | 1      |
| Totale Brescia     | Totale Brescia     | Totale Brescia     | 200        | 5          |                 | 24              | 0               |                    | 0                  | 0                  |             | -           | -           | 224    | 5      |
| 2002-2003          | Parma              | A                  | 30         | 2          | CI              | 1               | 0               | CU                 | 3                  | 0                  | -           | -           | -           | 34     | 2      |
| 2003-gen. 2004     | Parma              | A                  | 12         | 1          | CI              | 4               | 0               | CU                 | 4                  | 2                  | -           | -           | -           | 20     | 3      |
| Totale Parma       | Totale Parma       | Totale Parma       | 42         | 3          |                 | 5               | 0               |                    | 7                  | 2                  |             | -           | -           | 54     | 5      |
| gen.-giu. 2004     | Palermo            | B                  | 20         | 4          | CI              | 0               | 0               | -                  | -                  | -                  | -           | -           | -           | 20     | 4      |
| 2004-2005          | Lazio              | A                  | 27         | 0          | CI              | 1               | 0               | CU                 | 3                  | 0                  | -           | -           | -           | 31     | 4      |
| 2005-2006          | Treviso            | A                  | 30         | 2          | CI              | 0               | 0               | -                  | -                  | -                  | -           | -           | -           | 30     | 2      |
| 2006-2007          | Bologna            | B                  | 38         | 2          | CI              | 2               | 0               | -                  | -                  | -                  | -           | -           | -           | 40     | 2      |
| 2007-2008          | Livorno            | A                  | 19         | 0          | CI              | 0               | 0               | -                  | -                  | -                  | -           | -           | -           | 19     | 0      |
| 2008-2009          | Livorno            | B                  | 12+2       | 1          | CI              | 1               | 0               | -                  | -                  | -                  | -           | -           | -           | 15     | 1      |
| Totale Livorno     | Totale Livorno     | Totale Livorno     | 31+2       | 1          |                 | 1               | 0               |                    | -                  | -                  |             | -           | -           | 34     | 1      |
| Totale carriera    | Totale carriera    | Totale carriera    | 477+2      | 22         |                 | 33              | 0               |                    | 10                 | 2                  |             | -           | -           | 522    | 24     |

### Statistiche da allenatore
Statistiche aggiornate al 13 maggio 2018. In grassetto le competizioni vinte.
| Stagione        | Squadra         | Campionato      | Campionato | Campionato | Campionato | Campionato | Coppe nazionali | Coppe nazionali | Coppe nazionali | Coppe nazionali | Coppe nazionali | Altre coppe | Altre coppe | Altre coppe | Altre coppe | Altre coppe | Totale | Totale | Totale | Totale | % Vittorie | Piazzamento    |
| Stagione        | Squadra         | Comp            | G          | V          | N          | P          | Comp            | G               | V               | N               | P               | Comp        | G           | V           | N           | P           | G      | V      | N      | P      | %          | Piazzamento    |
| --------------- | --------------- | --------------- | ---------- | ---------- | ---------- | ---------- | --------------- | --------------- | --------------- | --------------- | --------------- | ----------- | ----------- | ----------- | ----------- | ----------- | ------ | ------ | ------ | ------ | ---------- | -------------- |
| 2015-2016       | Adrense         | Prom            | 11         | 9          | 2          | 0          | CI-PromL        | -               | -               | -               | -               | -           | -           | -           | -           | -           | 11     | 9      | 2      | 0      | 81,82      | Subentrato, 1º |
| 2016-2017       | Ciliverghe      | D               | 34+2       | 22+2       | 7          | 5          | CI-D            | 2               | 1               | 0               | 1               | -           | -           | -           | -           | -           | 38     | 25     | 7      | 6      | 65,79      | 2º             |
| lug.-ago. 2017  | Imolese         | D               | -          | -          | -          | -          | CI+CI-D         | 1+-             | 0               | 0               | 1               | -           | -           | -           | -           | -           | 1      | 0      | 0      | 1      | &0,00      | Dimesso        |
| 2017-2018       | Rezzato         | D               | 26+1       | 18         | 4          | 4+1        | CI-D            | -               | -               | -               | -               | -           | -           | -           | -           | -           | 27     | 18     | 4      | 5      | 66,67      | Subentrato, 2º |
| Totale carriera | Totale carriera | Totale carriera | 71+3       | 49+2       | 13         | 9+1        |                 | 3               | 1               | 0               | 2               |             | -           | -           | -           | -           | 77     | 52     | 13     | 12     | 67,53      |                |

## Curiosità
Per festeggiare la promozione del Palermo in Serie A al termine della stagione 2003-2004, Emanuele palesa la sua passione per la musica rock, suonando la chitarra in un concerto eseguito nella Curva Nord dello Stadio Renzo Barbera insieme al gemello Antonio ed Andrea Gasbarroni.

## Palmarès

### Giocatore
- Campionato italiano di Serie B: 2

Brescia: 1996-1997
Palermo: 2003-2004

### Allenatore
- Promozione: 1

Adrense: 2015-2016